# Khaled Saleh
Khaled Saleh (arabe : خالد صالح) est un acteur égyptien, né le 23 janvier 1964, et mort le 25 septembre 2014 à la suite d'une opération chirurgicale à cœur ouvert . Il est connu notamment pour son rôle dans le film L'Immeuble Yacoubian.

## Filmographie sélective
- 2000 : Al nems : avocat Mustafa
- 2002 : Al-naama wa al tawoos : Tablawi
- 2004 : Mohami khulaa : un juge
- 2004 : Ahla al awkat : Ibrahim
- 2004 : Hala Khalil[2]
- 2004 : Tito[2] : officier Refaat
- 2005 : Harb Atalia[2] : Bakr
- 2005 : Fattah eneek : Said El Rawey
- 2006 : L'Immeuble Yacoubian  (Omaret yakobean)[2] : Kamal El Fouly
- 2006 : An el ashq wel hawa : Magdy
- 2007 : Le Chaos[2] : Hatem
- 2007 : Ahlam hakekya : Dr Ahmed
- 2008 : Alrayes Omar Harb : Omar Harb
- 2010 : Ebn el Koonsol : 2onsool
- 2011: Kaf El Amar: Zekri
- 2012 : El-jazira 2 : Sheikh

## Séries
- Faraoun (2013)
- Al Rayyan
- Saultan algharam (2007)